# 邓森悦
邓森悦（1992年2月5日—），广西玉林人，成长于柳州，中國艺术体操運動员。

## 簡歷
1999年，7岁的邓森悦进入北京体育大学附属竞技运动学校，开始学习艺术体操；至2001年入選广西队，2003年首次进入国家队集训。
2005年，邓森悦以少儿选手身分參加江苏扬州舉行的十运会藝術體操团体比赛。国家队在十运会后进行了调整，邓森悦等人被调回广西队。經過了兩年的努力，邓森悦在2007年重返国家队。
2008年，邓森悦的个人全能排名从第三渐升至第二；然而，同年10月，她的左脚被诊断有碎骨，在做了手术后的一两个月，她都不能正常训练，但整體的康复情况還算顺利，至2009年5月，已能夠复出参加比赛。
2009年10月，17岁的邓森悦再次代表廣西參加山东舉行的十一运会藝術體操比賽，並贏得个人全能冠军。